# 阿爾法瓜拉山脈

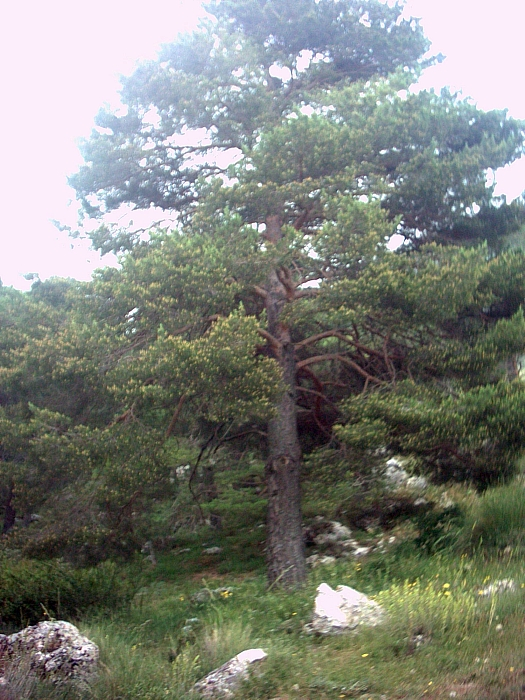

37°15′57″N 3°31′49″W / 37.26583°N 3.53028°W
阿爾法瓜拉山脈（西班牙語：Sierra de la Alfaguara），是西班牙的山脈，位於格拉納達省，屬於薩貝蒂科山脈的一部分，毗鄰韋托爾山脈，該山脈是達羅河的發源地。